# Ударно-кремъчен запалващ механизъм
Ударно-кремъчен запалващ механизъм (кремъчно-ударен, кремъчен и т.н. затвор, запал) – устройство за възпламеняване на барутния заряд в огнестрелното оръжие, в което снопът искри за възпламеняването на заряда се получава чрез еднократен удар на кремък по огниво. Оръжието, в което се използва запала от този тип, също се нарича още кремъчно, кремнево оръжие или кремъклия.

## Устройство и развитие
Ударния кремнев запал се появява практически едновременно с колесния – не по-късно от началото на 16 век, вероятно в Близкия Изток. В Европа той става известен най-напред в Испания. Ударният затвор, независимо от неговите преимущества, измества фитилния и колесния механизми едва през първата третина на 17 век, а след това повсеместно се използва в течение на две столетия, до появата на капсулните системи и унитарните патрони.
Възпламеняването на барута при кремневия запал става от искри, произведени от подпружиненно петле със стиснато в него парче кремък, остро заточен в предния му край. Кремъкът изсича искра, при удара си в оребрена (грапава, насечена) стоманена пластина (огниво). Искрата възпламенява неголямо количество барут, поставено на полицата, през огнепроводния канал (отвор) в ствола пламъкът достига основния барутен заряд и произвежда изстрел.
Кинематиката и технологията на ударния затвор е значително по-сложна, отколкото при фитилния и колесния. Ударният способ за получаване на искра изисква много по-силна бойна пружина, отколкото във фитилния затвор, съответно се увеличава и натоварването върху останалите детайли на механизма. Повишават се изискванията към материала и термообработката на огнивото, защото с тях взаимодейства твърдият кремък, а не сравнително мекият пирит, както в колесния затвор. Оказало се много сложно да се намери нужната форма на огнивото, за да може кремъкът при срещата си с него в нужната точка под оптимален ъгъл да изсече достатъчно силен сноп искри в нужното направление. Спуснатото петле не трябва да удря по полицата, за да не събори от нея запалващия барут. Докато не разрешават всички тези проблеми, ударният затвор не успява да натрупа решаващи преимущества пред старите системи. Така например през 1620 г. в Швеция въвеждат прост вариант на ударния затвор за пехотните мускети, но много скоро се отказват от тази модернизация и се връщат към фитилното възпламеняване: процентът засечки се оказва недопустимо висок.
Ударно-кремневият запал, докато не се усъвършенства дотолкова, че да бъде пригоден за масовата армия, се използва основно в ловното оръжие. Петлето на кремневия затвор не е необходимо постоянно да е под напрежение; кремъчното оръжие не плаши дивеча със светлина и дим, както фитилният мускет. Недостатъците на механизма при лов не са така съществени, както на бойното поле.
Поради технологичните особености на кремневия затвор неговото внедряване в различните региони (и даже конструктивните особености) зависело от наличните в дадената местност ресурси: наличието на запаси кремък, състава на местните железни руди (не всеки метал става за бойни пружини и огниво), дефицита на коноп и селитра, необходими за фитилите.
Според конструктивните особености се различават две основни линии на развитие на ранните ударно-кремневи запали. Условно те се делят на средиземноморска и балтийска. Запалите на средиземноморската школа, разпространени в Испания, Италия, на Балканите, в Мала Азия, в Близкия Изток и Северна Африка се отличават с компактност и заедно масивност на детайлите. Детайлите на балтийските запали са по-тънки и дълги, което определяло габаритите на целия механизъм. Тази школа се развива на териториите на германските и славянските държави, Скандинавия, Нидерландия. Двете школи пораждат множество варианти и разновидности на механизма. В най-ранните конструкции капачето на полицата трябва да се отвори с ръка преди изстрел, после в балтийските системи (шнапхани) се появява доста сложен механизъм за автоматично отваряне на полицата при спуск на петлето, както във фитилните и колесните запали. Бойната пружина поначало се разполагала на външната страна на затворната дъска (най-простото конструктивно решение), по-късно започват да я поставят на вътрешната страна; това усложнява спусковия механизъм, но пружината е защитена от удари и влага, и т.н. В най-ранните испански запали е реализирана простата и логична идея да се обедини огнивото и капачето на полицата в един детайл (по-късно това се нарича „батерия“), но холандските и немските майстори в средата на 16 век се отказват от нея неизвестно защо.
През 1610 г. френският оръжейник от Лизьо (Нормандия) Марен Ле Буржуа (1550 – 1634), обединявайки най-доброто от средиземноморските и балтийските образци, създава френския (батериен) запал, който се разпространява по целия свят през следващите три столетия, като основен механизъм на ръчното огнестрелно оръжие.
Кремневият запал не изисква навиване с ключ, както е при колесния, той е по опростен технологично, следователно – по-евтин за производство. Кремъкът се износва много по-малко, отколкото пирита, и се заменя по-рядко. За сметка на облекчаването на процеса на зареждане на пушките скорострелността се увеличава до 2 – 3 изстрела в минута и повече. Пруската пехота от 17 век можела да прави около 5 изстрела в минута, а отделни стрелци и 7 изстрела при 6 зареждания. Това се постига чрез допълнителни усъвършенствания на запала и пушката, и продължително обучение на войниците.

В същото време ударно-кремневият запал е склонен към чести засечки и поради това изисква внимание и грижи. Обикновено причини за засечките са няколко – изтрит или лошо закрепен кремък, износено огниво, забит с нагар огнепроводен канал. Запалващият барут от полицата макар и защитен от подпружинен капак, все пак с времето се навлажнява и става негоден. Затова и държането на оръжието в заредено състояние дълго време е безсмислено, ако не се сменява барутът на полицата периодично.
| „                                                    | „…Ловецът на елени взе оръжието от ръцете на приятеля си и дръпна петлето. На полицата имаше барут, превърнал се в шлака, под действието на времето, влагата и налягането… Това откритие озадачи индианеца, който имаше навик всеки ден за сменя барута в запала на своята пушка и внимателно да го поддържа. – Белите са много небрежни, – каза Ловеца на елени, поклащайки глава…“ | “ |
| Джеймс Фенимор Купър, Ловецът на елени (роман), 1841 | |   |

 При това даже изправният запал може да дава до 15 засечки на 100 изстрела. Характерна сцена има при Михаил Лермонтов в „Герой на нашето време“, главата „Фаталист“. Засечката на пистолета в ръцете на Вулич се приема от околните като не невероятно, но напълно обичайно събитие. Стрелецът отмерва барута на полицата „на око“, и затова може да сгреши и да насипе по-малко или повече, отколкото е нужно. Ако освен това барутът на полицата се сипва от заготовка във вид на хартиен патрон, то и основният заряд е различен от изстрел до изстрел, което не подобрява точността на стрелбата. При изстрел над полицата се образува плътен облак барутен дим, на определено време закриващ обзора на стрелеца.
Пушките и пистолетите с кремнев запал господстват на бойните полета до първата четвърт на 19 век включително. Днес в много страни е популярен ловът с еднозарядни кремъчни пушки (по-точно – съвременни реплики) и развлекателната стрелба с такива.

## Алгоритъм за работа
За да се подготви кремневия запал за изстрел, стрелецът трябва (след като зареди оръжието, т.е. да насипе в ствола барутния заряд и куршума) да:
- постави петлето на предохранителен взвод;
- отвори капачето на полицата;
- ако е нужно, да прочисти огнепроводния отвор;
- насипе на полицата малко барут;
- затвори капачето на полицата;
- постави петлето на боен взвод.[4]

- Кремъчен запал: петлето е спуснато, полицата е отворена
- Петлето е на предохранителен взвод, полицата е заредена
- Петлето е на боен взвод, запалът е готов за стрелба

|  | 1 – Петле 2 – Винт 3 – Горна челюст на петлето 4 – Кремък 5 – Капаче (огниво) 6 – Полица 7 – Подогнивна пружина |